# Ontologie
Ontologie (z řeckého ὤν jsoucí + λόγος, logos slovo, řeč) je filosofická disciplína, která se zabývá jsoucnem, bytím jako takovým a základními pojmy. Aristotelés pro ni používá označení první filosofie, která je součástí metafyziky a zabývá se nejobecnějšími otázkami.

## Ontologie jako součást metafyziky
Ontologie představuje v klasické filozofické systematice, která má svůj počátek u Christiana Wolffa, součást metafyziky, a zahrnuje všeobecnou metafyziku (metaphysica generalis) v protikladu ke speciální metafyzice (metaphysica specialis), která se zabývá určitými oblastmi bytí, například Bohem (přirozená teologie), duší (přirozená psychologie) a světem (kosmologie).
V tradiční ontologii nalezneme zvláště otázku, jaký je vztah esence a bytí (ontologická diference). Ve scholastice se diskutuje nejčastěji o problému transcendentálií, tedy prvků, které nutně náležejí k jsoucnu.

## Heideggerova fundamentální ontologie
Zcela nový pohled na ontologii nabízí ve svém díle Bytí a čas Martin Heidegger. Vůči svým předchůdcům od Descarta a Kanta až po svého učitele Husserla, kteří se zabývali hlavně otázkami poznání (epistemologie), Heidegger opět zdůraznil základní význam ontologie pro filosofii vůbec. Vytvořil zde fundamentální ontologii jako základ filosofického zkoumání a ukázal nový přístup k otázce po bytí.
Západní metafyzika podle Heideggera zapomněla na otázky po bytí a věnovala se místo toho zkoumání různých jsoucen. V tomto směru dále pokračují jednotlivé vědy, které si otázku po bytí vůbec nekladou a klást ani nemohou: musí bytí mlčky předpokládat. Přitom označení "být, jest" může znamenat velmi odlišné věci. Bytí nelze pokládat za nějaký atribut, protože pouze to, co jest, může mít i nějaké atributy. Heidegger rozlišil bytí neživých věcí jako prostý výskyt (výskytové jsoucno, které se nás nijak netýká) nebo jako vhodnost k něčemu (příruční jsoucno), a na druhé straně bytí člověka, jemuž o toto bytí podstatně jde, jemuž na něm zásadně záleží a který se o ně tedy stará. Pro tento druh bytí zavedl označení pobyt (Dasein).

## Ontologie živého
V pozdějších přednáškách se Heidegger zabýval i bytím živých tvorů, kteří - na rozdíl od neživých předmětů - mají nějaký, i když poměrně chudý svět (jsou Weltarm). Lze také předpokládat, že i jim o život jde, že jim na něm nějak záleží.
Živá jsoucna kromě toho otázku bytí "řeší" zásadně jinak. Zatímco neživé věci prostě trvají a jen odolávají nepříznivým vlivům svého prostředí, živé organismy řeší otázku bytí tak, že se reprodukují. Potom sice na jedné straně na svém prostředí bytostně závisejí, protože potřebují energii, vodu, světlo, na druhé straně se tím však mohou periodicky obnovovat, rozmnožovat a zaplňovat k životu vhodná místa a dokonce dále vyvíjet. Bytí všech živých organismů včetně člověka je tak charakterizováno úplně jinou "strategií" bytí, kterou člověk dovádí ještě dál tím, že si svůj svět tvoří a že mu v řeči rozumí.

## Ontologie a logika
V současné době se otázkami klasické ontologie zabývají také odborníci pro hledání sémantického významu vizuálních dat (např. pro potřeby automatického indexování obrazových databází a videí), logici, informatici a analytičtí filosofové. Zkoumají, co znamená "být" ve složitých případech, jako jsou například čísla. Hledají vztahy mezi nejobecnějšími pojmy, jejich významy a podobně. Cílem těchto zkoumání je však většinou modelování a konceptualizace, kategorizace znalostí a vytváření pojmových stromů. Tyto výzkumy mohou pak najít aplikace v informatice, v umělé inteligenci a podobně.